# 格林利夫鎮區 (密歇根州)
格林利夫鎮區（英語：Greenleaf Township）是位於美國密歇根州薩尼拉克縣的一個行政鎮區。

## 地方資料
格林利夫鎮區的面積為93.00平方千米，當中陸地面積為92.90平方千米，而水域面積為0.10平方千米。根據2020年美國人口普查的數據，當地共有人口815人，而人口密度為每平方千米8.76人。